# Война против Сигизмунда
Война против Сигизмунда (швед. Kriget mot Sigismund) — война за шведский престол между Сигизмундом III Ваза и герцогом Карлом Сёдерманландским, шедшая в 1598-1599 годах.

## Причины
В 1587 году королём Речи Посполитой был избран Сигизмунд, а когда в 1592 году скончался его отец шведский король Юхан III, то в соответствии с Вестеросским законом о престолонаследии от 1544 года шведский престол также перешёл к Сигизмунду, сделав Речь Посполитую и Швецию странами, возглавляемыми католическим королём.
После 1527 года, когда состоялось заседание членов Риксдага в Вестеросе, обсуждавшее проблемы реформации церкви, церковная ситуация в стране оставалась крайне шаткой: шведы ещё не нашли опоры в евангелическо-лютеранском учении, а непримиримые противоречия между евангелическо-лютеранским протестантизмом (реформаторами), кальвинизмом (Эрик XIV, Карл IX) и католицизмом (Сигизмунд III Ваза с опорой на большие группы сельского населения) разделяли страну. Ордонанс Юхана III о литургии от 1576 года («Красная книга») хоть и был попыткой компромисса, но не привёл к примирению сторон, усилив религиозные противоречия в стране.
Формальное вступление Сигизмунда на шведский престол вызвало в стране сильную обеспокоенность направлением политического и религиозного развития, так как король являл собой главного представителя антиреформаторских сил в Северной Европе.
Сигизмунда ожидали на похороны отца и собственную коронацию, но ещё до того, как он вступил на шведскую землю, ведущие евангелическо-лютеранские церковные деятели и политики собрались в марте 1593 года на церковный собор в Уппсале (Уппсальский собор), где было принято Аугсбургское исповедание, что в свою очередь приводило к признанию евангелическо-лютеранского учения государственной религией и упразднением постановлений «Красной книги».

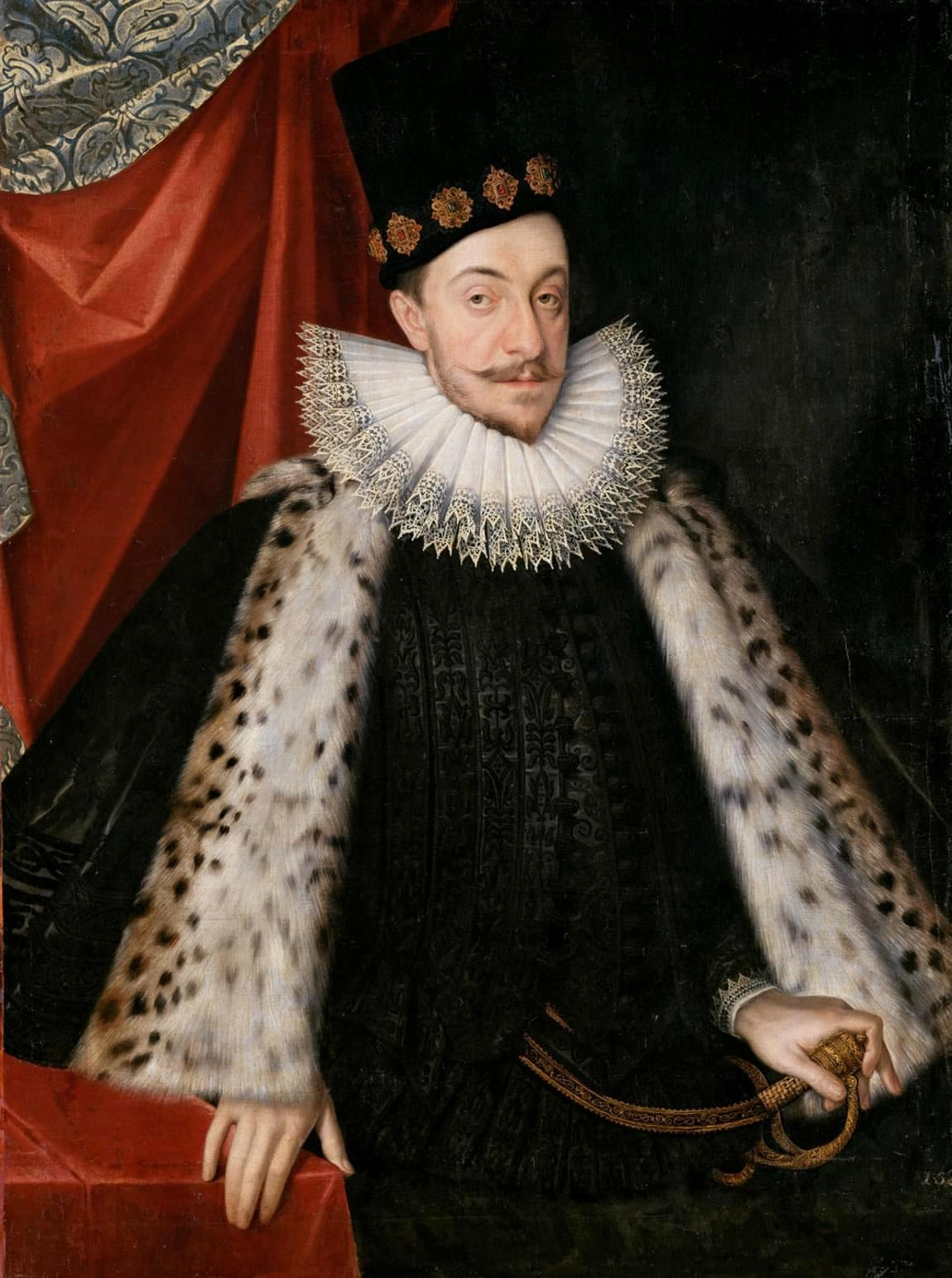
Сигизмунд III Ваза

В сентябре 1593 года Сигизмунд III Ваза прибыл в Швецию со своими советниками и вооруженными отрядами. Он отказался признать решения Уппсальского собора, так как не присутствовал на заседаниях последнего, а чтобы продемонстрировать своё отношения к решениям собора, устроил в Стокгольме торжественное католическое богослужение.
На похороны Юхана III были созваны все сословия, а герцог Карл прибыл с большим вооружённым отрядом. Увидев скрытую угрозу, Сигизмунд был вынужден, внутренне не согласившись с этим, признать решения Уппсальского церковного собора и пообещал брать на государственную службу только лютеран.
Осенью 1593 года Сигизмунд вернулся в Польшу. В его отсутствие управление Швецией возлагалось на герцога Карла и Совет. На местах Сигизмунд оставил своих наместников, которые не были подотчётны шведскому правительству. Герцог Карл и члены государственного совета были против такой расстановки сил, так как полагали, что шведское правительство должно обладать всей полнотой власти в стране. Кроме того, Карл полагал, что должен управлять страной на правах регента. В правительстве возникли противоречия, которые привели к полному разрыву между герцогом Карлом и членами государственного совета. Тогда герцог обратился за поддержкой к сословиям. Вопреки категорическому запрету со стороны Сигизмунда, герцог Карл созвал в 1595 году риксдаг в Сёдерчёпинге, который в свою очередь предоставил ему полномочия управлять государством в качестве регента, руководствуясь «советом совета».
Таким образом, существовавшие разногласия между Сигизмундом и шведским правительством (герцогом Карлом и дворянство совета) переросли в противоречия между герцогом Карлом и сословиями с одной стороны и Сигизмундом и большей частью шведского государственного совета — с другой. Причина перехода государственного совета на сторону Сигизмунда заключалась в том, что выбирая между единовластным регентом, в которого, как опасались, превратится Карл, и союзным королём, находившимся в Польше и имевшим ограниченную власть в Швеции, они предпочли последнего, хотя он и был католиком по вероисповеданию.

## Ход войны
Сигизмунд и его сторонники (в особенности наместник Финляндии Клас Флеминг) решили покончить с герцогом Карлом. В связи с начавшейся борьбой некоторые члены совета были вынуждены бежать в Польшу.
После нескольких вооружённых конфликтов 25 сентября 1598 года произошло решительное сражение при Стонгебру у Линчёпинга, после которого Сигизмунд был вынужден заключить договор о перемирии. Согласно договору, он обещал прибыть в Стокгольм и созвать риксдаг, а в дальнейшем править, сообразуясь с королевской присягой, и выдать герцогу Карлу бежавших в Польшу членов государственного совета. 
Сигизмунд не выполнил условий договора и 30 октября вернулся в Гданьск, не отказавшись при этом от королевского титула. Поэтому риксдаг в июле 1599 года отстранил его от власти и рассмотрел кандидатуру его сына Владислава в качестве преемника, но выдвинул условия: 4-летний королевич в течение шести месяцев должен приехать в Швецию и быть крещён в лютеранскую веру. Для Сигизмунда такие условия были неприемлемыми. Так окончилась краткая личная уния между Польшей и Швецией (Польско-шведская уния).
К концу 1599 года герцог Карл с лёгкостью захватил ослабленную крестьянскими восстаниями Финляндию. Проведённая в Выборге по его приказу в сентябре 1599 года казнь сторонников Сигизмунда вошла в историю как Выборгская кровавая баня. А окончание завоевания Финляндии ознаменовала Абоская кровавая баня — массовая казнь, проведённая в ноябре 1599 года.

## Последствия
Герцог Карл стал единовластным правителем Швеции, начав с жестокой мести представителям высшего дворянства и других групп населения, которые склонялись на сторону Сигизмунда. В 1600 году он заставил собрание сословий приговорить (так называемая «Линчёпингская кровавая баня») некоторых своих врагов к смертной казни (Туре Биельке, Эрика Спарре, Стена Банера). Через несколько лет Карл принял титул короля Карла IX.
Сигизмунд до конца жизни не оставил надежд вернуть себе шведский престол. Его дальнейшая политика строилась в основном вокруг попыток завоевать Швецию, хотя знать Речи Посполитой и не проявляла особого желания участвовать в таком затяжном и кровавом противоборстве. Свой план Сигизмунд начал осуществлять в 1599 году, подтвердив условия pacta conventa — обязательств, которые он взял на себя при избрании королём Польши. В этом документе он обещал присоединить шведское герцогство Эстляндия к Речи Посполитой. А на Сейме 12 марта 1600 года король объявил непосредственно о присоединении.
Разрыв с Сигизмундом привёл к тому, что Речь Посполитая стала врагом Швеции. В тяжёлые для Русского государства годы Смутного времени и Швеция, и Речь Посполитая пытались воспользоваться моментом и установить свой протекторат.
В последние годы жизни Карла IX началась война с Данией, в связи с чем в наследство его сыну Густаву II Адольфу, новому шведскому королю, достались сразу три войны.